# رام باران یاداو
رام باران یاداو یا رام باران یاداف (به انگلیسی: Ram Baran Yadav) (زاده ۴ فوریه ۱۹۴۸) رئیس‌جمهور وقت کشور نپال از ماه ژوئیه ۲۰۰۸ تا اکتبر ۲۰۱۵ و به عنوان اولین رئیس‌جمهور این کشور پس از چند قرن نظام پادشاهی در این کشور است. او پیشتر به عنوان وزیر بهداشت، درمان و به عنوان دبیر کل حزب کنگره نپال بوده است.
در انتخابات ریاست جمهوری نپال سال ۲۰۰۸، یاداو توانست از تعداد ۵۹۴ رای، با کسب ۳۰۸ رای در مقابل کاندیدای مورد حمایت مائوئیست‌ها، "رامراجا پراساد سینق" با ۲۸۲ رای، پیروز شد.

## تغییر حکومت نپال از حکومت سلطنتی به نظام پارلمانی
مائوئیستهای کمونیست بیش از یک دهه برای سرنگون کردن نظام پادشاهی نپال مبارزه کردند و سرانجام مجلس نپال در ماه مه ۲۰۰۸، رسماً نظام پادشاهی چندصدساله را در این کشور منحل و برقراری نظام جمهوری را تصویب کرد. رام باران یاداو اولین رئیس جمهور نپال پس از الغای پادشاهی ۲۴۰ ساله هندو محسوب می‌شود.